# Horní Branná (przystanek kolejowy)
Horní Branná (czeski: Železniční zastávka Horní Branná) – przystanek kolejowy w miejscowości Dolní Branná, w kraju hradeckim, w Czechach. Znajduje się na wysokości 440 m n.p.m.
Jest obsługiwany i zarządzany przez České dráhy. Na przystanku nie ma możliwości zakupu biletów, a obsługa podróżnych odbywa się w pociągu.

## Linie kolejowe
- 040 Chlumec nad Cidlinou - Trutnov